# 大空的武士
《大空的武士》一片在1976年日本上映，原作為坂井三郎1953年的小說「大空のサムライ」，戰爭場面由川北紘一的特攝模型表現。

## 主要演員
- 坂井三郎：藤岡弘
- 笹井中尉：志桓太郎
- 本田幸子：大谷直子
- 齊藤司令：丹波哲郎
- 小薗中佐：平田昭彥
- 龍一飛曹：地井武男